# Elizabeth Garrett Anderson
Pour les articles homonymes, voir Garrett et Anderson.
Elizabeth Garrett Anderson, née le 9 juin 1836 à Whitechapel et morte le 17 décembre 1917 à Aldeburgh, est considérée comme la première femme diplômée en médecine d'Angleterre. Son combat pour l'admission des femmes dans les professions médicales s'inscrit dans un élan qui touche à cette même époque l'Europe et l'Amérique du Nord.

## Biographie
Elizabeth Garrett naît au 1 Commercial Road, rue du quartier de Whitechapel, à Londres. Elle est la deuxième des neuf enfants de Newson Garrett (en), brasseur et personnalité de la ville d'Aldeburgh dont il sera maire, et de Louisa Dunnell. Sa sœur cadette, Millicent Fawcett, est une grande figure du féminisme de l'Angleterre du XIXe siècle.
Sa famille s'installe à Alderburgh et Elizabeth Garrett fait ses études secondaires, d'abord avec une gouvernante à domicile, puis comme pensionnaire dans un établissement secondaire de Blackheath de 1849 à 1854. Elle fait la connaissance d'Emily Davies et participe aux activités du Langham Place Group, qui mène campagne pour l'amélioration du statut professionnel des femmes. Elle fait la connaissance d'Elizabeth Blackwell qui a obtenu son diplôme de médecin aux États-Unis et décide de faire des études de médecine. Elle étudie au Middlesex Hospital de Londres, où elle reçoit une formation complète, mais elle essuie un refus d'admission en tant qu'étudiante à part entière. Après avoir sollicité plusieurs autres facultés de médecine sans succès, elle étudie finalement l'anatomie par elle-même, à l'hôpital de Londres, soutenue par certains professeurs de l'université de St Andrews et d'Édimbourg.
Le 10 décembre 1862, elle écrit à Julie-Victoire Daubié qui mène en France un combat similaire au sien pour permettre l'accès des études supérieures aux femmes :

« J'ai accepté le rôle de pionnière pour les autres femmes et pour cela je vais continuer à ouvrir la voie en Grande-Bretagne plutôt que de me permettre les opportunités offertes par les universités étrangères ou américaines. »

Ses efforts se heurtent d'abord à de nombreux refus d'admission aux examens universitaires, notamment à l'université de Londres et au Royal College of Physicians and Surgeons, mais elle obtient finalement de la société professionnelle des pharmaciens, la Worshipful Society of Apothecaries (en), l'autorisation d'exercer en 1865, qui lui permet de s'enregistrer comme médecin. Elle devient ainsi la deuxième femme inscrite au tableau de l'ordre des médecins, aux côtés d'Elizabeth Blackwell, et la première médecin formée au Royaume-Uni. En 1870, elle obtient son diplôme de médecin à l'université de Paris.
Elizabeth Garrett s'engage aux côtés d'autres féministes, dont Emily Davies et Elizabeth Wolstenholme, dans la création de la Kensington Society afin d'obtenir le droit de vote des femmes aux élections générales.
En 1866, Elizabeth Garrett Anderson commence à exercer comme médecin à Upper Berkeley Street, à Londres, tout en créant, avec l'aide de mécènes, un dispensaire réservé aux femmes dans le quartier de Marylebone, une institution qui n'employait que des femmes pour dispenser des soins aux femmes nécessiteuses. Ce dernier se développa rapidement et devint le New Hospital for Women dans lequel elle exerce pendant près de vingt ans. Elle se présente aux premières élections du London School Board en novembre 1870, où les femmes peuvent présenter leur candidature, et elle est élue. Sa campagne électorale est dirigée par James George Skelton Anderson, un industriel travaillant pour la Orient Steamship Company, l'une des plus importantes compagnies de fret maritime britannique, qu'elle épouse en 1871. en continuant à travailler au dispensaire. Ils ont trois enfants : Louisa Garrett Anderson qui devient médecin elle aussi et s'engage en faveur du droit de vote des femmes, Margaret, morte d'une méningite, et Alan. Elle est admise à la British Medical Association en 1873, et reste la seule femme membre pendant 19 ans à cause du vote interdisant l'admission de femmes en 1878. 

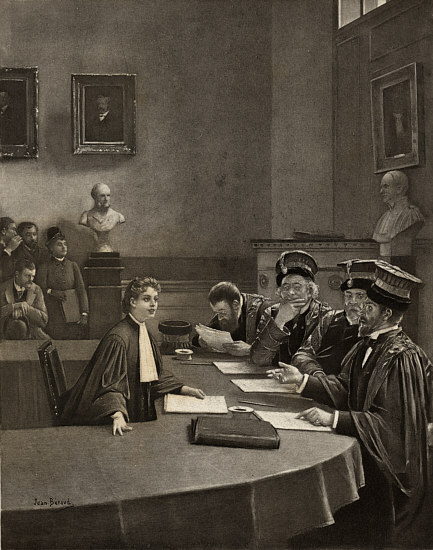
Soutenance de thèse.

Elle ne se représente pas aux élections suivantes du London School Board et recentre ses activités sur sa pratique médicale privée, constituée exclusivement de femmes et d'enfants, ainsi qu'à la direction du New Hospital for Women, un hôpital dont le personnel médical et les patients sont entièrement féminins. L'hôpital s'installe à Marylebone Road en 1874, puis dans un bâtiment construit à cet effet sur Euston Road en 1890. 
Elizabeth Garrett Anderson s'engage dans le soutien aux femmes qui souhaitent exercer la médecine. La société des pharmaciens refuse, à partir de 1868, d'immatriculer les candidats qui ne sont pas passés par l'université, ce qui écarte de fait les femmes de l'exercice médical. Quelques rares possibilités alternatives existent à l'école de médecine d'Édimbourg, à l'université de Zurich et à celle de Berne, qui ont ouvert les cursus médicaux aux femmes. Elizabeth Garrett Anderson soutient en 1874 la création notamment par Sophia Jex-Blake de la London School of Medicine for Women, faculté de médecine destinée aux femmes. Elle fait partie du conseil d'administration et du corps enseignant, puis elle est nommée doyenne, en 1883, fonction qu'elle occupe jusqu'en 1902. En 1876, le Medical Act autorise les femmes à s'enregistrer et à exercer comme médecins. En 1877, un partenariat avec le Royal Free Hospital permet aux étudiantes en médecine de compléter leur formation clinique à l'hôpital. En 1896, après son rattachement à l'université de Londres, l'école de médecine prend le nom de London Royal Free Hospital School of Medicine for Women.

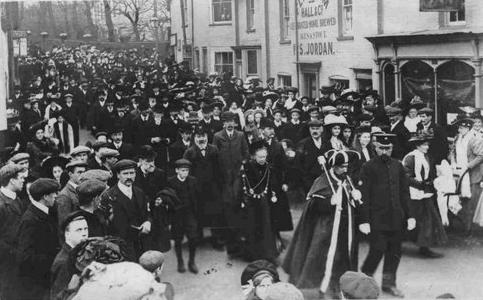
Elizabeth Garrett Anderson maire d'Aldeburgh.

Elle prend sa retraite à Aldeburgh, dont elle est élue maire en 1908, succédant à cette fonction à son époux qui est mort l'année précédente. Elle s'engage en faveur du mouvement radical Women's Social and Political Union d'Emmeline Pankhurst, puis favorise l'approche de sa sœur Millicent Fawcett. Elle meurt le 17 décembre 1917 et est enterrée au cimetière paroissial d'Aldeburgh.

## Distinctions et postérité
- 1897 : présidente de la section de Londres Est de la British Medical Association.
- 1908 : maire de Aldeburgh, devenant ainsi la première femme à occuper cette fonction en Angleterre.
- 1918 : Le New Hospital for Women est rebaptisé le Elizabeth Garrett Anderson Hospital[1].
- L'aile spécialisée dans les maladies respiratoires infectieuses du Royal Free Hospital porte son nom.